# بلبیس
بـِلبَیس نام شهر و شهرستانی در استان شرقیه مصر است. این شهر در کرانه شاخه‌ای از رود نیل به نام ابن منجا واقع شده.
بلبیس از شهرهای مهم اسلامی در قدیم بوده. نام آن از نام فلبس قبطی آمده.
بلبیس نخستین استراحتگاه سپاهیان عرب بود که از مصر برای حمله به فلسطین حرکت می‌کردند.
در سال ۱۱۶۴ میلادی، شیرکوه، عموی صلاح‌الدین ایوبی در این شهر به مدت سه ماه از سوی شاور بن مجیر سعدی و آمالریک یکم (شاه اورشلیم) محاصره شد.